# Dayli
Die TAP dayli Vertriebs GmbH, als Wortmarke dayli mein shop, war eine auf Nahversorgung fokussierte österreichische Drogeriekette, die 2012 aus Schlecker Österreich hervorging. 

## Markenname
Ursprünglich war geplant, die Kette „daily“ (engl. täglich) zu nennen, da sie ein „Nahversorger für den täglichen Bedarf“ sein soll. Dieser Name war markenrechtlich jedoch nicht schützbar, weshalb kurzfristig zwei Buchstaben vertauscht und der neue Name kreiert wurde. Die Wortmarke lautete daher auf dayli mein shop.

## Konzept
Laut dem früheren Unternehmenschef Rudolf Haberleitner sollte dayli über ein „völlig neues Nahversorgerkonzept“ verfügen. Er sprach von einem „Revival des früheren Kaufmanns“ (siehe Greißler). So sollten einerseits das Schlecker-Drogeriesortiment um Lebensmittel und Zeitschriften erweitert, andererseits auch verschiedene Dienstleistungen, wie etwa eine Putzerei, ein Copyshop oder eine Postpartnerstelle, angeboten werden. Rund 60 Prozent des Umsatzes sollten weiterhin mit Drogerieartikeln, bis zu acht Prozent mit Lebensmitteln, fünf bis sechs Prozent mit Dienstleistungen, etwa zehn Prozent mit Markenartikeln und „deutlich mehr“ als zehn Prozent mit Homeshopping erzielt werden. Wo es gesetzlich möglich sei, wie in Tourismusregionen, wollte er die Geschäfte auch sonntags offen halten.

## Geschichte
Die am 27. August 1987 gegründete österreichische Firma Anton Schlecker Gesellschaft m.b.H. (Schlecker Österreich), war eine 100 %-Tochtergesellschaft der Schlecker International GmbH. Diese ist eine Tochter des insolventen deutschen Schlecker-Konzerns (firmiert als Einzelunternehmen Anton Schlecker e.K. i.L.). Ende Juli 2012 wurde Schlecker Österreich von einer österreichischen Investorengruppe rund um den Unternehmenssanierer Rudolf Haberleitner mit dessen Private-Equity-Fonds TAP 09 akquiriert. Mit der Restrukturierung und der Umfirmierung zu dayli sollen die insgesamt rund 900 Filialen in Österreich, sowie 450 Filialen in Belgien, Luxemburg und Polen, sowie einem Teilgebiet in Italien erhalten bleiben. Die Zahl der Mitarbeiter soll von 5.000 auf 4.600, davon 3.000 in Österreich, reduziert werden.
Mitte August wurde mit der Umbenennung der Filialen begonnen. Schrittweise sollte bis 2013 ein sparsamer Umbau älterer Filialen erfolgen. Danach war eine Expansion nach Süddeutschland und später nach Ost- und Südosteuropa vorgesehen. Bis 2016 sollte eine Vergrößerung des europaweiten dayli-Filialnetzes auf 3.500 Standorte und eine Umsatzsteigerung von 400 Mio. auf 1,2 Milliarden Euro bringen.
Am 15. August wurde bekannt, dass mit Peter Krammer ein früherer dm-Manager in die Geschäftsleitung geholt wurde. Der Umbau der Filialen zu Nahversorgern sollte für 10 Mio. Euro, d. h. 7.400 Euro pro Filiale, umgesetzt werden. Die bisherige Anton Schlecker Gesellschaft m.b.H. wurde in TAP dayli Vertriebs GmbH umfirmiert.
Im November 2012 stieg das Glücksspielunternehmen Novomatic als Hälfteeigentümer in das Unternehmen ein, gab aber an, operativ nicht mitreden zu wollen. Haberleitner gab bekannt, dass er auch in Deutschland bis Ende 2013 600 ehemalige Schlecker-Filialen mieten und sie wieder als "Tante Emma-Läden" eröffnen wolle.
Haberleitner plante, über die Einrichtung einer Imbiss-Ecke und die Nutzung von Gastronomiekonzessionen die Läden auch sonntags geöffnet zu halten und die Waren als Reiseproviant bzw. Geschenkbedarf zu verkaufen. Dies sei rechtlich abgesichert; die Gewerkschaft sah darin jedoch eine Umgehung des Handelstarifs und erstattete nach Eröffnung zweier Testfilialen Anfang Februar 2013 Anzeige. Zu diesem Zeitpunkt sollten auch erste Testmärkte in Süddeutschland starten. Nach eigener Aussage hatte sich dayli mehr als 400 Standorte gesichert und Vorverträge mit Vermietern abgeschlossen. Weitere Mietverträge sollten folgen. Haberleitner verhandle auch mit der Insolvenzverwaltung von Schlecker über den Kauf der Schlecker-Logistikzentrale in Ehingen, alternativ sei die Übernahme regionaler Logistikstandorte möglich.
Der Streit mit den Gewerkschaften um die Sonntagsöffnung spitzte sich im März und April weiter zu, auch aus der Politik kamen kritische Stimmen. Eine auf Veranlassung von Wirtschaftsminister Reinhold Mitterlehner (ÖVP) kurzfristig beschlossene Verschärfung der Gewerbeordnung, auch „Lex Dayli“ genannt, und der Einfluss von Novomatic-Chef Franz Wohlfahrt verhinderte endgültig die Umsetzung der flächendeckenden Sonntagsöffnung.
Die Unternehmensführung wurde mit den aus der Handelsbranche stammenden Managern Andreas Bachleitner und Hanno Rieger ergänzt.
Mitte Mai 2013 berichtete die Presse, dass dayli Liquiditätsprobleme habe und bei mehreren Lieferanten um Zahlungsaufschub gebeten habe, der jedoch größtenteils nicht gewährt wurde, da mehrere Unternehmen auch in der Vergangenheit noch nie Zahlungen erhalten hätten. Die geplante Expansion sowie die Modernisierung der Filialen soll ausgesetzt worden sein. Infolgedessen kündigte Novomatic seine 50-%-Beteiligung auf. Ein zuvor gewährter Kredit sollte jedoch vorerst nicht fällig gestellt werden. Am 29. Mai 2013 gab TAP eine Restrukturierung bekannt. 180 dayli-Filialen und ein Verteilzentrum in der Obersteiermark sollten vorerst wieder geschlossen werden, wodurch zusammen 628 Mitarbeiter ihren Arbeitsplatz verlieren.
Am 4. Juli 2013 reichte das Unternehmen beim Landesgericht Linz einen Antrag auf Sanierungsverfahren ohne Eigenverwaltung ein, laut Dayli betrifft dies 3468 Arbeitnehmer. Unmittelbar zuvor hatte Haberleitner seine Geschäftsanteile für kolportiert einen Euro an die ICU Unternehmensberatung GmbH von Martin Zieger (ehemaliger Geschäftsführer der Textilhandelsketten Hunkemöller, Charles Vögele und Palmers) übertragen. Als Ursache für die Pleite wurden „ein miserables Management, katastrophale Mitarbeiterführung und markttechnische Orientierungslosigkeit“ genannt, die Verzögerungstaktik Haberleitners habe dem anfangs noch profitablen Unternehmen massiv geschadet.
Am 19. Juli 2013 teilte Zieger mit, er habe Haberleitner, dessen Jahresgehalt 400.000 Euro betrug, mit sofortiger Wirkung als Dayli-Geschäftsführer abberufen und an dessen Stelle Peter Krammer und Hanno Rieger gesetzt. Am 30. Juli wurden alle Arbeitsplätze beim AMS zur Kündigung angemeldet.
Bis zum 12. August 2013 waren keine weiteren Investoren bereit Dayli zu unterstützen. Gläubigerausschuss und Gericht bewilligten daraufhin die vom Insolvenzverwalter beantragte Schließung des Unternehmens mit der Folge der Entlassungen von rund 2.200 Mitarbeitern.
2017 reichte der Insolvenzverwalter gegen drei Mitglieder der Familie eine Zivilklage am Landgericht Linz ein. Angeblich seien zwischen 2008 und 2011 unrechtmäßig Gelder von dayli zu Schlecker in Deutschland transferiert worden.